# Cypripedium acaule
La sandalia de la Virgen (Cypripedium acaule) es una planta herbácea, vivaz y rizomatosa de la familia Orchidaceae.

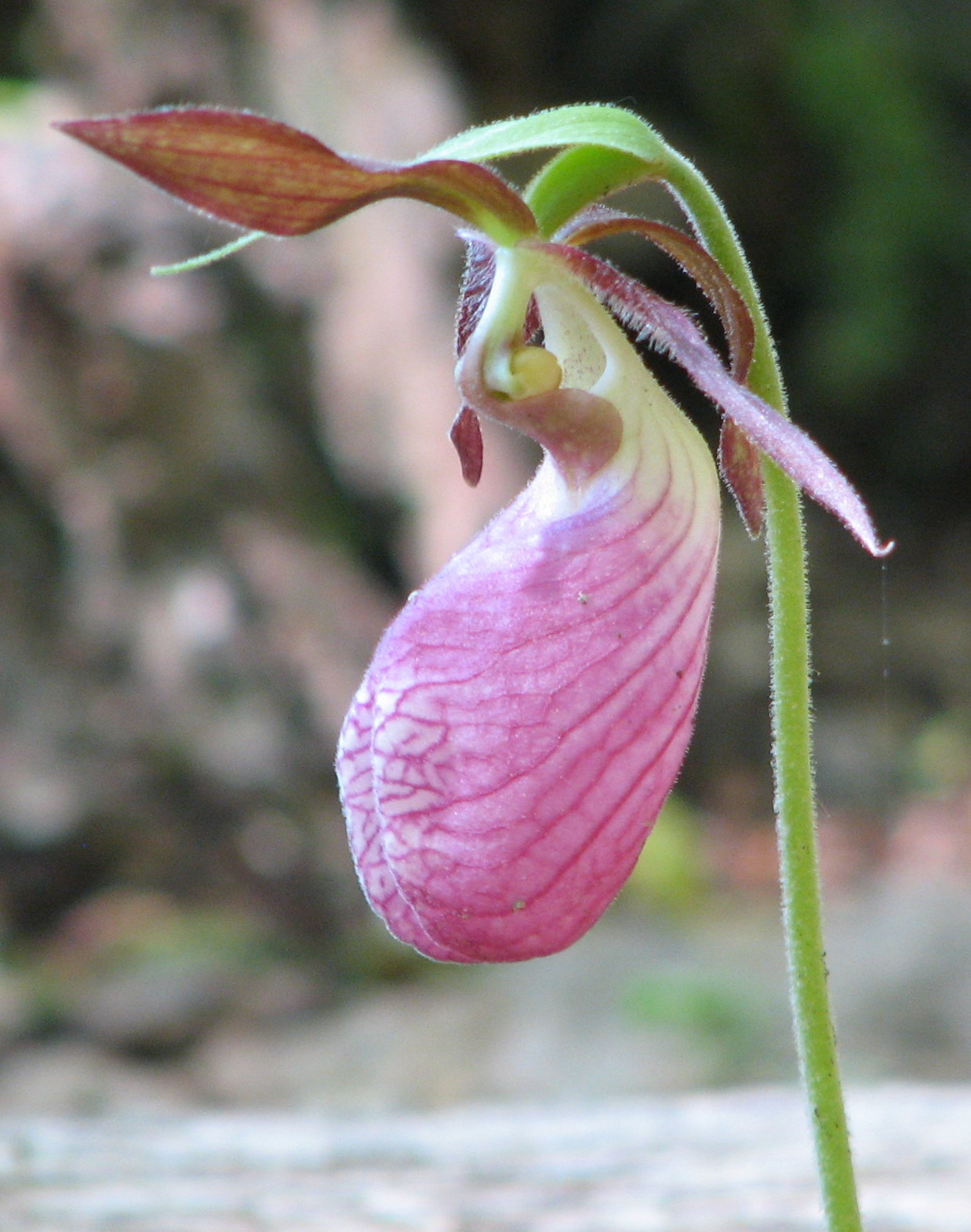
Vista de la flor

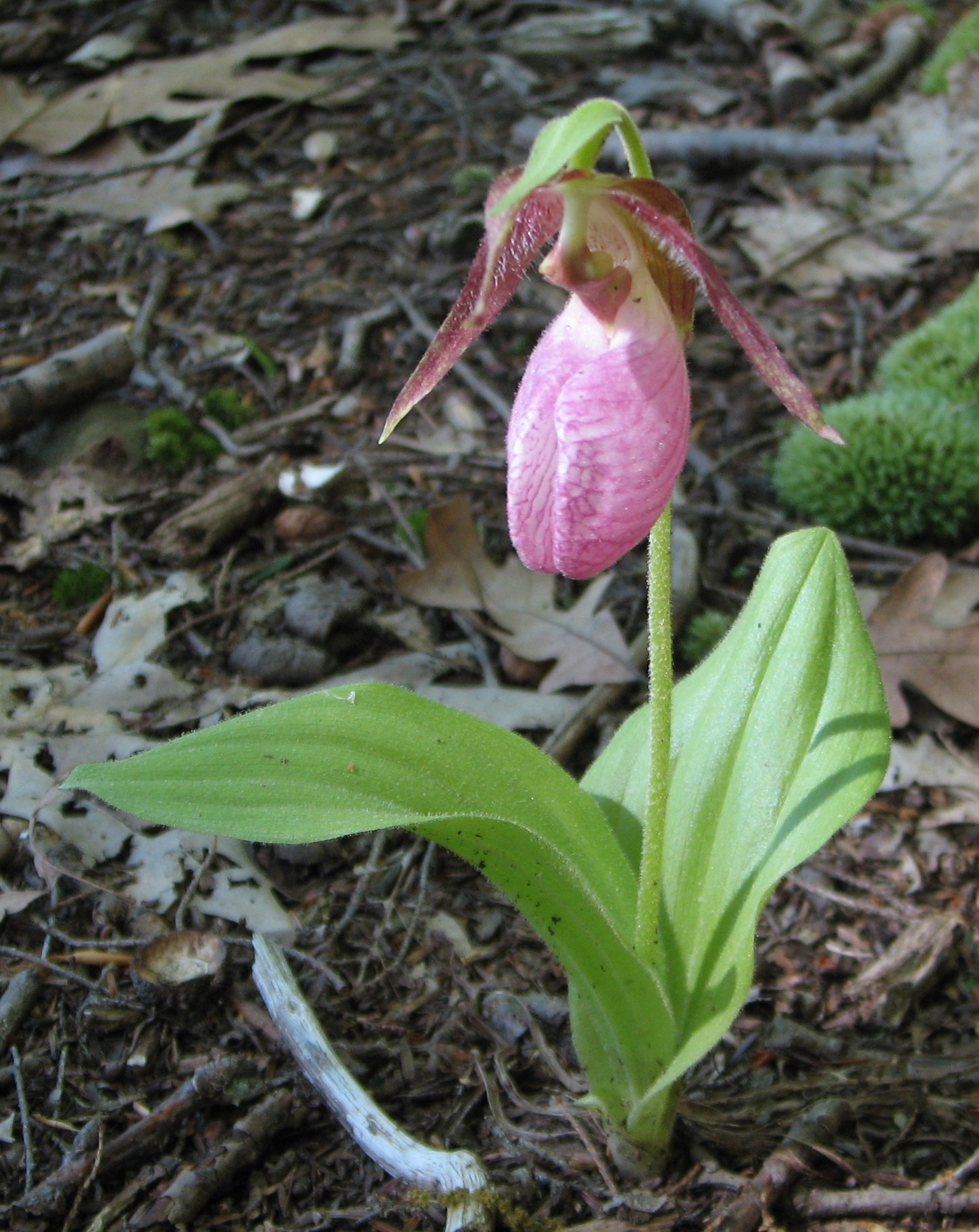
Vista de la planta

## Descripción
Esta orquídea norteamericana se distingue por sus dos hojas basales, sin peciolo, y por su gran flor rosa, raramente blanca, de 8 a 10 cm de diámetro. 
La flor está compuesta de tres sépalos y de tres pétalos, y en su mitad, el labelo, se infla con forma de zueco y se agrieta verticalmente sobre toda su longitud. Los estrechos pétalos laterales y los sépalos son y de color verde- marrón. 
La floración tiene lugar en la primavera (mayo a junio). El fruto es una cápsula elaborada de unos 4,5 cm de longitud, con forma de eje.

## Hábitat
Es una planta que prefiere los suelos ácidos y se la encuentra sobre todo en los bosques de coníferas, sobre las rocas graníticas y a veces en las turberas. Puede crecer en medios húmedos o secos, soleados o sombreados.

## Distribución
La superficie de distribución geográfica de esta especie es muy extensa y cubre la mayor parte del este de Norteamérica.

En Canadá se encuentra desde Saskatchewan, al oeste, hasta Terranova y Labrador, al este.

En EE. UU. desde Minnesota, al oeste, hasta la Nueva Inglaterra, al este. Se extiende hacia el sur en las montañas hasta Georgia.

## Usos

### Usos medicinales
Según la medicina popular, la raíz de las cypripedias tiene propiedades sedativas y antiespasmódicas, y se utilizaba antes contra los dolores de muelas y los espasmos musculares. 
Son, sin embargo, muy difíciles de cultivar, y se desaconseja recogerlas en la naturaleza, puesto que esta práctica compromete la supervivencia de la especie.
Algunas tribus indias de Norteamérica, utilizaban esta planta en la preparación de un filtro de amor.

## Taxonomía
Cypripedium acaule fue descrita por William Aiton y publicado en Hortus Kewensis; or, a catalogue . . . 3: 303, en el año 1789.
Etimología
El nombre del género viene de « Cypris », Venus, y de « pedilon », zapatilla. El nombre de la especie viene del latín acaule, sin tronco. La planta simboliza la belleza caprichosa.
Sinonimia
- Cypripedium hirsutum Mill.
- Cypripedium humile Salisb.
- Fissipes hirsuta (Mill.) Farw.
- Calceolus hirsutus (Mill.) Nieuwl. (1913)
- Cypripedium acaule f. biflorum P.M.Br. (1995)
- Cypripedium humile Salisb. (1791)
- Fissipes acualis (Aiton) Small (1789)[3]

## Nombre común
- Español: sandalias de la virgen, sandalias de la doncella.